# Шахт, Ялмар
Я́лмар Хо́рас Гри́ли Шахт (нем. Hjalmar Horace Greeley Schacht; 22 января 1877, Тинглеф, Шлезвиг-Гольштейн — 3 июня 1970, Мюнхен) — германский государственный и финансовый деятель, директор Национального банка Германии (1916—1923), президент Рейхсбанка (1923—1930, 1933—1939), рейхсминистр экономики (1936—1937), рейхсминистр без портфеля (1937—1943).
Один из главных организаторов военной экономики нацистской Германии.
В качестве одного из главных обвиняемых в военных преступлениях был привлечён к суду Международного военного трибунала в Нюрнберге. 1 октября 1946 года был полностью оправдан.

## Биография
Родился 22 января 1877 года в Тинглефе, Шлезвиг-Гольштейн (ныне Тинглев, Дания). Отец — Вильгельм Людвиг Леонард Максимилиан Шахт, эмигрировал в США, получил гражданство, но так и не сумев по-настоящему встать на ноги, через 7 лет, в 1876 году, вернулся в Германию. Мать — урождённая Констанс Юстина София фон Эггерс, дочь датского барона.
Второе и третье имя Шахта представляют собой имя и фамилию эксцентричного американского журналиста и политика Хораса Грили (кандидата в президенты США). Первое имя, Ялмар — датского происхождения.
Изучал медицину в Кильском университете, немецкую филологию в Берлинском университете и политэкономию в Мюнхенском университете. В 1899 году получил степень доктора философии в области политической экономии в Кильском университете, после чего продолжил изучение экономики в Берлине у профессора Густава фон Шмоллера.
После окончания учёбы с 1903 года работал в «Dresdner Bank» (c 1908 года — заместитель директора). В том же 1903 году он женился на Берте Эмме Кларе Луизе Сова (1874—1940), дочери комиссара по уголовным делам. В 1903 году родилась дочь Инге (она вышла замуж за Хильгера ван Шерпенберга), в 1910 году — сын Йенс Яльмар (умер в 1945 году). В 1938 году пара рассталась отчасти по политическим причинам, потому что Луиза становилась все более и более национал-социалисткой, а Шахт, напротив, все больше и больше вступал в конфликт с Гитлером. В 1940 году тяжело больная Луиза умерла. 6 марта 1941 года Шахт женился на Маузике «Манчи» Фоглер (1907—1999), которая была на 30 лет моложе его, от которой у него родились дочери Кордула и Констанция.
Во время Первой мировой войны работал в экономическом управлении немецких оккупационных властей в Бельгии. От военной службы Шахт был освобождён из-за сильной близорукости.
В 1916 году возглавил частный Национальный банк Германии и в дальнейшем стал его совладельцем.
В ноябре 1918 принял участие в создании Немецкой демократической партии, из которой вышел через несколько лет из-за несогласия с позицией партии по вопросу экспроприации имущества аристократии, которую он оценил как не соответствующую фундаментальному праву частной собственности.
С 22 декабря 1923 года — президент Рейхсбанка Германии. Провёл ряд весьма эффективных финансово-экономических мер, остановивших гиперинфляцию и стабилизировавших курс марки.
В марте 1930 года ушёл в отставку с поста президента Рейхсбанка (ввиду несогласия с изменениями плана Юнга; годом ранее план был одобрен на референдуме).
Затем состоял главным германским представителем американской финансовой корпорации Дж. П. Моргана.
С 1931 году оказывал поддержку НСДАП, способствовал сближению А. Гитлера с крупными промышленниками и политиками, в частности, через «Гарцбургский фронт».
Был одним из организаторов и участников секретной встречи Гитлера с промышленниками 20 февраля 1933 года, благодаря которой нацисты получили более 2 млн рейсхмарок на предвыборную агитацию.
17 марта 1933 года, после победы Гитлера на парламентских выборах, Шахт вновь возглавил Рейхсбанк, заменив на этом посту Г. Лютера.
В 1934 году Шахт установил полный контроль над кредитной системой Германии, с 22 июня — рейхсминистр экономики. 30 сентября 1934 года представил Гитлеру доклад «О ходе работы по экономической мобилизации», в котором отметил, что на министерство экономики возложена «экономическая подготовка к войне».
21 мая 1935 года назначен генеральным уполномоченным по военной экономике, ему поручено начать «экономическую подготовку к войне». Управляя одновременно и Министерством экономики и Рейхсбанком, использовал возможности игры курсами марки и векселями «МЕФО» для финансирования военной промышленности.
В сентябре 1936 года, после назначения Г. Геринга руководителем Управления по четырёхлетнему плану, Шахт был вынужден уступить ряд функций по руководству военной экономикой.
5 сентября 1937 года ушёл в отпуск, а 26 ноября был заменён на посту министра экономики В. Функом.
По настоянию Гитлера Шахт остался в составе правительства в качестве имперского министра без портфеля и сохранил пост президента Рейхсбанка.
В 1938 году после аншлюса Австрии руководил ликвидацией Австрийского национального банка и включением банковской системы Австрии в общегерманскую.
7 января 1939 года направил Гитлеру письмо, в котором указывал на то, что курс, проводимый правительством, приведёт к краху финансовой системы Германии и гиперинфляции, и потребовал передачи контроля над финансами в руки Имперского министерства финансов и Рейхсбанка. 20 января ушёл с поста президента Рейхсбанка, но сохранил пост министра без портфеля. В сентябре 1939 года резко выступил против вторжения в Польшу.
Также Шахт негативно отнёсся к войне с СССР, считая, что Германия проиграет войну по экономическим причинам. 30 ноября 1941 года направил Гитлеру резкое письмо с критикой режима.
22 января 1943 года ушёл в отставку с поста рейхсминистра.
В 1930-х гг. Шахт входил в «круг друзей Рейхсфюрера СС», однако позднее поддерживал контакты с заговорщиками против режима Гитлера, хотя сам не был участником заговора. 21 июля 1944 года, после провала Июльского покушения на Гитлера, Шахт был арестован и содержался в концлагерях Равенсбрюк, Флоссенбюрг и Дахау. В мае 1945 года освобождён союзниками, но сразу же арестован американскими войсками в Пустертале (Австрия).
Шахт был привлечён к суду Международного военного трибунала в Нюрнберге, однако 1 октября 1946 года был оправдан: точно так же были оправданы Ганс Фриче и Франц фон Папен. Немецкие военнопленные, содержавшиеся в советских лагерях МВД, направили письма, в которых настаивали на том, чтобы всех троих повесили.
Затем задержан в апреле 1947 года в Вюртемберге немецким судом по денацификации, приговорён к восьми годам каторжных работ.
По апелляции (в Людвигсбурге) оправдан и 2 сентября 1948 года освобождён. В дальнейшем работал в банковской сфере Германии, основал и возглавил банкирский дом «Schacht GmbH» (Дюссельдорф).
3 июня 1970 года скончался в Мюнхене.

## Киновоплощение
- 1943 — «Миссия в Москву» (США) — Феликс Баш[нем.]

## Сочинения
- Шахт Яльмар. Главный финансист третьего рейха. Признания старого лиса 1923-1948. — М.: Центрполиграф, 2011. — 511 с. — ISBN 978-5-9524-4975-6.